# Les Lacs du Connemara (album)
Pour les articles homonymes, voir Connemara (homonymie) et Les Lacs du Connemara (chanson).
Albums de Michel Sardou
Palais des Congrès 81
(1981) Il était là
(1982)
Singles
1. Être une femme
Sortie : 18 juin 1981
2. Les Lacs du Connemara
Sortie : Novembre 1981
3. Musica
Sortie : 1982

Les Lacs du Connemara est le dixième album studio de Michel Sardou enregistré au studio C.B.E et paru chez Tréma en septembre 1981. Il se vendra à plus de 1 300 000 exemplaires en France et sera son plus gros succès et l'album le plus vendu de toute sa carrière[réf. nécessaire].

## Genèse et réalisation

### Autour de l'album
Dans les années 1970 et 1980, le chanteur ne donne généralement pas de titre à ses albums, seul son nom apparaît sur la pochette. Cet opus est l'une des rares exceptions à ce principe[réf. nécessaire].
L'album est réédité en 2004 par le label AZ ; la pochette au recto indique alors cinq titres : Les Lacs du Connemara, Musica, L'Autre Femme, Les Mamans qui s'en vont et Je viens du sud.

## Réception
L'album s'écoule à plus de 1 300 000 exemplaires lors de sa sortie[réf. nécessaire], ce qui en fait sa plus importante vente de disques 33 tours et d'albums studio. Il sera certifié disque de diamant pour 1 000 000 d'exemplaires vendus. L'album contient deux autres grands classiques du répertoire du chanteur : Être une femme et Les Lacs du Connemara, chanson homonyme de l'album, qui sera d'ailleurs jouée dans tous les concerts de Sardou qui suivront sa parution, généralement en fin de spectacle. Un des autres tubes extraits de l'opus est Je viens du sud, repris par Chimène Badi en 2005 et réenregistré par Sardou en 2012 avec le groupe Les Stentors à l'occasion de la sortie de la compilation Les Grands Moments, sur laquelle il réorchestre intégralement cinq de ses succès.

### Classements et certifications
| Classement (1982)             | Meilleure place |
| ----------------------------- | --------------- |
| France (SNEP)                 | 1               |
| Pays-Bas (Mega Album Top 100) | 15              |

| Région                                                                                                 | Certification | Ventes/Streams |
| --- | ------------- | -------------- |
| France (SNEP)                                                                                          | Diamant       | 1 000 000*     |
| *Ventes selon la certification ^Mise en rayon selon la certification xNon précisé par la certification |               |                |

## Fiche technique

### Liste des titres
| No | Titre                    | Paroles                          | Musique                                      | Durée |
| -- | ------------------------ | -------------------------------- | -------------------------------------------- | ----- |
| 1. | Les Lacs du Connemara    | Michel Sardou, Pierre Delanoë    | Jacques Revaux                               | 6:04  |
| 2. | L'Autre Femme            | Michel Sardou, Pierre Delanoë    | Jacques Revaux, Michel Sardou                | 2:53  |
| 3. | Le Mauvais Homme         | Michel Sardou, Jean-Loup Dabadie | Jacques Revaux, Pierre Billon                | 4:47  |
| 4. | Préservation             | Michel Sardou, Pierre Delanoë    | Jacques Revaux                               | 4:05  |
| 5. | Les Mamans qui s'en vont | Michel Sardou, Pierre Billon     | Jacques Revaux                               | 3:35  |
| 6. | Musica                   | Michel Sardou, Pierre Delanoë    | Toto Cutugno                                 | 4:07  |
| 7. | Être une femme           | Michel Sardou, Pierre Delanoë    | Michel Sardou, Jacques Revaux, Pierre Billon | 4:15  |
| 8. | Je viens du sud          | Michel Sardou, Pierre Delanoë    | Jacques Revaux                               | 4:03  |
| 9. | Les Noces de mon père    | Michel Sardou                    | Michel Sardou                                | 2:06  |

### Musiciens
- Arrangements et direction d'orchestre : Éric Bouad (titres 2 à 9)
- Arrangements rythmiques : Éric Bouad (titre 1)
- Arrangements du London Symphony Orchestra : Roger Loubet (titre 1)
- Direction d'orchestre : Harry Rabinowitz (titre 1)
- Arrangements chœurs : Roger Loubet (titre 8)
- Basse : Éric Bouad
- Batterie : Gino Accacio et Patrice Locci
- Piano, claviers et synthétiseur : Gérard Daguerre, Didier Euzet et Bertrand Lajudie
- Guitares acoustique et électrique : Éric Bouad, André Djeranian et Armand Tobia (solistes : Éric Bouad et Armand Tobia)
- Mandoline : Francis Darizcuren (titre 8)
- Percussions : P. Tort
- Trompettes : Gilles Bagur, Alain Carbonell et G. Raynier
- Trombone : Jean-Jacques Faure
- Saxophone : René Coll
- Clarinette : Christian Morin (titre 4)
- Chœurs :
  - Titre 1 : Chœurs du London Symphony Orchestra
  - Titres 2, 3, 5, 7 et 9 : Jean-Pierre Abdeldjelil (Virgil), Éric Bouad, René Coll, Armand Tobia, C. Chauvet, N. Darde et F. Vallée
  - Titres 4 et 6 : Éric Bouad, Bernard Estardy et Jacques Revaux
  - Titre 8 : M. Latorre, F. Chantereau (soliste), M. Engel, M. et G. Costa

### Équipe technique et production
- Prise de son : Bernard Estardy assisté de Bertrand Bidault
- Réalisation : Bernard Estardy et Jacques Revaux
- Production : Jacques Revaux pour Tréma